# Gestion des réclamations
La gestion des réclamations ou gestion des plaintes est la systématique utilisée dans une organisation pour gérer les insatisfactions transmises (réclamations client, réclamations fournisseur, réclamations internes).
Cette systématique a pour but de rétablir la satisfaction du plaignant afin de stabiliser la relation  avec le partenaire. Elle s'inscrit dans une logique de marketing relationnel et est un aspect important de la gestion de la relation client (CRM).
La réclamation est l'objet clef de cette systématique qui peut toutefois être étendue à d'autres types de retours tels que, par exemple, le compliment, la demande d'offre, la proposition d'amélioration ou la plainte par répercussion.
Dans cet article, le terme client désigne le plaignant qui peut être un client dans son sens commercial, une personne en interne ou un fournisseur.

## Objectifs
La gestion des réclamations suit deux objectifs principaux :
- l'amélioration de la satisfaction client
- l'amélioration des produits, des procédures et des process de l'organisation

### Amélioration de la satisfaction client
Cet objectif place la gestion des réclamations au centre de la gestion de la relation client (CRM).
Une gestion des réclamations réussie permet en effet d'augmenter la satisfaction du client ainsi que de renforcer la relation avec ce dernier. Au-delà de la rétention du client, elle peut également permettre l'acquisition de nouveaux clients.
La satisfaction client a quant à elle des conséquences sur:
- la rentabilité
- l'image de marque
- l'avantage compétitif

### Amélioration des produits, des procédures et des processus
Cet objectif place la gestion des réclamations au centre de la gestion de la qualité.
Par le traitement d'une réclamation, on cherchera la cause ou les causes sous-jacentes et on définira des contre-mesures durables.
En s'intégrant dans des politiques Kaizen, la gestion des réclamations permet de définir des actions préventives et curatives. Ainsi, elle touche la planification de la qualité lors de la réalisation du produit et des processus et le contrôle qualité pendant les phases de production.

## Principes de base
Les principes de base suivants permettent d'établir une gestion des réclamations orientée vers la satisfaction client:
- Réclamer est un droit du client.
- Une réclamation est une chance et doit être l'opportunité d'apprendre de ses erreurs. Le client doit être ainsi considéré comme un partenaire et non comme un adversaire. Le personnel doit donc être disposé à enregistrer chaque réclamation avec politesse et à les traiter selon l'urgence de celle-ci.
- Il n'existe pas de réclamation simplement technique. Une réclamation a toujours un aspect relationnel. Par ce fait, une réclamation est toujours justifiée.
- Le système des réclamations doit être accessible. Une réclamation doit pouvoir être adressée sans difficulté pour tous les types de client. De plus, il est important de rendre public où et comment une réclamation doit être adressée.
- L'accès au système de réclamations doit être gratuit.

## Étapes du traitement d'une réclamation

### L'enregistrement
Enregistrer les réclamations est un moyen simple d’améliorer la relation avec la clientèle. Garder une trace de toutes les réclamations oblige à se remettre en cause et à réfléchir sur l’origine du problème pour le résoudre définitivement.
Chaque entreprise prévoit un système d’enregistrement des réclamations qui constitue un critère de base dans la gestion moderne des réclamations.
Il doit permettre au responsable des réclamations d’établir des rapports et de formuler des suggestions d’orientation de la politique à suivre en vue de l’amélioration continue de la satisfaction de la clientèle.

### Le traitement
Tout d'abord, une lettre d'attente doit être envoyée au réclamant pour lui indiquer que l'entité dédiée au traitement a bien reçu la réclamation et qu'elle la traitera dans les plus brefs délais.
Ensuite, le gestionnaire commence à traiter la réclamation. Il peut solliciter d'autres départements ou directions dans le processus de gestion des réclamations.

## Composantes de la gestion des réclamations

### La stimulation des réclamations
La stimulation des réclamations doit encourager le client à exprimer et à adresser toutes ses insatisfactions afin que celles-ci soient traitées. Pour ce faire, l'organisation doit se montrer ouverte, prête à assumer ses responsabilités pour toutes les causes d'insatisfaction et à montrer sa volonté de les éradiquer.

Le succès de la stimulation des réclamations pourra être mesuré comme le nombre d'insatisfactions exprimées et enregistrées par rapport au nombre de celles ressenties par le client.

Différents canaux de communication sont aujourd'hui à disposition:
- Les échanges verbaux, fréquents lorsque le « produit » est fait en présence du client (restaurants, réparateur, etc.). La formation des employés exposés à de tels retours à une écoute active et positive est alors importante. L'enregistrement peut être passif (sur initiative du client) ou actif (Que pouvons-nous faire mieux la prochaine fois ?).
- Les échanges écrits (lettres, fax, formulaires, etc.), plus formels et plus coûteux en temps. Un formulaire peut aider le client à mieux structurer la réclamation et ainsi à en faciliter l'enregistrement et le traitement.
- Le téléphone
- Internet (page web, courrier électronique, etc.)

Il est important de communiquer activement aux clients, les canaux privilégiés par l'organisation.

### Le contrôle et le reporting de la gestion des réclamations
Dans la mesure où la réclamation n'a pu être traitée dans le délai convenu par la structure et communiquée au client, il est nécessaire de relancer le client en lui faisant parvenir une autre lettre pour s'excuser du retard et si possible lui signifier les raisons de ce désagrément et lui communiquer un nouveau délai pour répondre à sa préoccupation. la lettre ainsi adressée il faut s'atteler pour le satisfaire.